# Гаплогруппа Q (Y-ДНК)
Гаплогруппа Q — Y-хромосомная гаплогруппа, распространённая у некоторых тюркских и сибирских народов, а также у коренных американских народов, и, в некоторой степени — по всей Азии.
Гаплогруппа Q-M242 образовалась от субклады P1 (M45), известной как K2b2a (входит в гаплогруппу P (K2b2)) 31,9 тыс. лет назад. Последний общий предок современных носителей гаплогруппы Q жил 29 600 л. н. (датировка по SNP-маркёрам (снипам), по данным компании YFull).
Дифференциация гаплогруппы Q-M242 на субклады происходила в Центральной Азии и Южной Сибири начиная с палеолита. Разделение гаплогруппы Q-M242 на Q1-L472 и Q2-L275 произошло 28 700 лет назад. Гаплогруппа Q1a2-L56 разделилась на Q1a2a-L53 и Q-Y2659 тыс. лет назад. Гаплогруппа  Q-L940Y2642/F1161 разделилась на Q-L932 и Q-Y2679 16 500 тыс. лет назад.
Разделение гаплогруппы Q1-F903/L472 на субклады происходило в Сибири до Последнего ледникового максимума (до 15,3 тыс. л. н.). Разделение Q1a1-F746/NWT01 на гаплогруппы Q1a1a-M120 (ISOGG 2018) и Q1a1b-B143 (ISOGG 2018) произошло ок. 15,25 тыс. лет назад. Из 10 субветвей Q1, образовавшихся в Сибири, в миграции в Берингию участвовали 3 субветви (Q1-L804, Q1-Z780 и Q1-M3). Америки достигли 2 субклада (Q1-Z780 и Q1-M3).
Гаплогруппа Q1b1a2-Z780 (ISOGG 2018) возникла ок. 15 тыс. л. н. и найдена исключительно в популяциях американских индейцев (из древних образцов к ней принадлежит образец Анзик-1 (Anzick-1) возрастом 12,7 тыс. л. н.). Гаплогруппы Q1b1a2-Z780 (ISOGG 2018) и Q1b1a1a-M3 (ISOGG 2018) претерпевают экспансию и разделение на субклады в Северной Америке примерно 15 тыс. лет назад. Гаплогруппа Q-M930 разделилась на Q-L804 и Q1a2a1a1-M3 14 900 тыс. лет назад. Взрывообразный рост числа потомков основателя субклады Q1-M3 произошёл ок. 15 тыс. л. н. в Америке, когда потомки мужчины-основателя стали очень быстро расселяться по огромным незаселённым просторам обеих Америк.
Филогенетическое дерево гаплогруппы Q, построенное с использованием 13 новых аргентинских последовательностей, обеспечивает генетическую поддержку заселения Южной Америки временем до 18 000 лет назад. Экологические события, произошедшие в период позднего дриаса, могли повлиять на родословные коренных американцев и привести к их значительной утрате. Это может объяснить нынешнюю низкую частоту субгаплогруппы Q-Z780 (также, возможно, Q-F4674, третьей возможной автохтонной подгаплогруппы Америки). Экологические события могли послужить движущей силой для расширения и диверсификации субкладов гаплогруппы Q-M848, которые демонстрируют пространственную структуру, развившуюся в период позднего дриаса.

## Этногеографическое распределение
В Евразии встречается в пределах треугольника с вершинами в Норвегии (для скандинавских стран типичен субклад Q1b-M346/L56), Иране (у туркмен) и Монголии, но в основном среди всех этих народов встречается редко, однако значительна у некоторых тюркских и сибирских народов. Гаплогруппа Q‐L54 доминирует в двух северосибирских популяциях, кетов и селькупов, с частотами 97,7% и 66,7% соответственно. Субклад Q1b1a1a-M3 типичен для коренных американцев (более 90 %).  

### Центральная Азия
Гаплогруппа Q2а доминирует у туркмен Каракалпакстана, туркмен Ирана, туркмен Афганистана. 
Гаплотипы туркмен относятся к субветви Q2a. Она образует собственную субветвь Q2a и является сестринской Q2c.
У казахов гаплогруппа Q1а (M242/L330) встречается у рода Канглы (кангюй) — 48 %-67,5 % и кулан-кыпшаков — 46 %.  У цаатанов Q1a1b составляет 43,5%, являясь второй по распространённости. Гаплогруппа Q-М242 у северных алтайцев достигает 25,6 %, у челканцев — более 50 %. У тувинцев наибольшая частота Q1a3 обнаружена в восточных выборках (25%). На долю гаплогруппы Q1а3 проходится 14% всех образцов тувинцев.

### Европа
Белоруссия
Западное Полесье — 0,83 %

## Известные представители гаплогруппы Q
- Ашидэ — знатный род Тюркского каганата[20].
- Мансыревы, Дивеевы, Сюндюковы — татарские рода[21].
- Багратионы[22][23][24] — древняя царская династия из Грузии. Старшая ветвь этой династии правила также в Армении.

## Палеогенетика

### Q1a
- Q1-F903 (Q-NGQ11) определили у образца AG-2 (16,7 тыс. лет до настоящего времени) со стоянки Афонтова гора в Красноярске[25] (Q1a-F1215 по данным YFull[26] или Q1a1-F746* для Afontova Gora 2 & 3[27])
- Q1a1-F746>Q1a1b-YP1500/B143>Q-Y222276>Q-Y222276* определили у образца Kolyma1 со стоянки Дуванный яр (9769 лет до настоящего времени)[27][28]
- Q1a2 / Q-Y2700 обнаружили у образца I4550 (ZVEJ3, 6601-6476 до н.э) с мезолитической стоянки Звейниеки (Латвия)[29]
- Q1a3 обнаружили у обитателей позднего неолита—ранней бронзы стоянки Усть-Ида и обитателей ранней бронзы стоянки Курма XI в Прибайкалье[30]
- Q-L472>Q1a-F1096>Y570>Q1a1-F746 обнаружили у мезолитических образцов UOO053 (6300—6050 BCE, мтДНК: U4), UOO035.056 (ок. 6205 лет до н. э., U2e1), UOO052 (6300—6050 BCE, мтДНК: U2e1) (Южнооленеостровский могильник, Южный Олений остров, Онежское озеро, Карелия)[31].
- Q-YP1669 (Q1a2b) определили у образца NEO78 (ок. 5003 лет до н. э.), митоДНК U4a1 - эпохи неолита Омская стоянка 2, (Омская область, Россия)[32]
- Q-YP1669 (Q1a2b) определили у образца NEO75 (ок. 5,514 лет до н. э.), митоДНК T2d - эпохи неолита Омская стоянка 2 (Омская область, Россия)[32]
- Q-YP1669 определили у мужчин со стоянки Глазково (Cisbaikal_LNBA) в Иркутской области. Этот субклад с высокой частотой встречается у кетов и с более низкой — в самодийских и сибирских тюркских популяциях. Компонент Cisbaikal_LNBA можно считать генетическим маркером-индикатором для распространения ранних носителей енисейского языка[33]
- Q-L472>Q1a-F1096>Q1a1-F746* обнаружили у энеолитического образца MUR009 (4550—4404 лет до н. э.), могильник Мурзихинский II, Алексеевский район (Татарстан), Россия[31][34]

- Q1a обнаружили у представителя хвалынской культуры, жившего 6700 лет назад[35]
- Q1-L54 или Q1a3a обнаружили у волосовца или льяловца BER001 (4447-4259 лет до н. э.) из могильника Берендеево (Ярославская область)[36].
- Q1a1-F746>Q1a1b-YP1500/B143>Q-Y222276>Z36017 обнаружили у представителя палеоэскимосской культуры Саккак, жившего в Гренландии ок. 4 тыс. л. н. (4170—3600 лет до настоящего времени)[27][37]
- Q1a2 (Q-L717) определили у представителя лолинской культуры NV3001 (BZNK-312/1), жившего в период от 2116 до 1925 лет до н. э.[38]
- Q1a обнаружили у представителей карасукской культуры[39]
- Q1a1 обнаружили у киммерийцев черногоровской культуры[40]
- Q1a1a1-M120 определили у четверых хунну из Pengyang в Северном Китае, живших 2500 л. н.[41][42]
- Q1a1-F746>Q1a1b-YP1500/B143>Q-Y222276>Z36017 определили у образца NEO248 (2064 л. н.) из Чукотского автономного округа[27][28]

### Q1b
- Q-L56>Q1b1-L53>Q1a3a-L54*(xM3)[англ.] или Q1b1a2-M971 (ISOGG 2018), или Q-CTS3814[43] определена у мальчика Анзик-1 (en:Anzick-1), жившего 12,6 тыс. л. н. на территории нынешнего штата Монтана (США)[44][45][46]
- Q1b1a1a-M3 обнаружили у трёх древних образцов из Патагонии и Огненной Земли[47]
- Q1b1a1a1-M848 определили у 10 600-летней мумии Пещеры Духов[англ.] (AHUR_2064), из штата Невада[48]
- У образцов из бразильского Lapa do Santo возрастом ок. 9,5 тыс. л. н. определены субклады Q1a2a1a, Q1a2a1a1 и Q1a2a1b[49]
- Q-CTS11969+M3/M930+M3/Q1a3a или Q1b1a1a-M3 (ISOGG 2018) обнаружен у кенневикского человека, жившего 9300 лет назад[50]
- Q1a2a1b-CTS1780 (ISOGG 2016) или Q1b1a2-Z780 (ISOGG 2018) обнаружен у образца LAU1 (8610 лет до настоящего времени (6780-6570 лет до н. э.) из перуанской провинции Лаурикоча[51]
- Q1b1-L53, Q1b1a1a-M3 (xY4308), Q1b1a1a-M3>Q1b1a1a1-M848 (Sumidouro5) определили у образцов из бразильского Caverna do Sumidouro в Лагоа-Санта (более 10 тыс. л. н.)[48]
- Q1b2a-F4674/Y6774/Z19231 (Q1-L472>M346/L56>Y2659>Z5902>Y6802) определили у неолитического образца Tutkaul 1 (8419—8026 лет до настоящего времени, митохондриальная гаплогруппа U7 (ANE) со стоянки Туткаул (Гиссарская культура)[52]
- Q1b-M346/L56 определили у образца BLE007 (7900 г. до н. э.), мито mtDNA: U5a2d, из Хусеби Клев, Швеция.[53]
- Q-L56>Q1b1-L53>L54>M1107>M930>L804 определили у мезолитического образца UOO033 (6432-6246 лет до н. э.), митохондриальная гаплогруппа U5a2, Оленеостровский могильник (Онежское озеро), Южный Олений остров, Карелия, Россия[54]
- Q1b-L56>L53>L54>M1107>M930 (Q1b1a) определили у неолитического образца I12838 (6449-6264 лет до н. э.), митоДНК U4a1, Лабазовский курганный могильник, Курган 4, погребение № 3, елшанская культура. Оренбургская область, Россия[55]
- Q1b-L56>L53>L54>M1107>M930 (Q1b1a) определили у образца I8410 (5617-5477 лет до н. э.), митоДНК U4a1 со стоянки Сахтыш IIA, льяловская культура, (Тейковский район Ивановской области) расположена на низком левом берегу небольшого озеровидного расширения старого русла реки Койки, примерно в 2 км к югу от её истока из древнего озера Сахтыш, Волго-Окское междуречье, Россия[56].
- Q-YP761/Q-L805 определили у образца I3950 NEO185 (ок. 5078 лет до н. э.), митоДНК U4a1 со стоянки Сахтыш IIA, льяловская культура (Тейковский район Ивановской области), Россия[57]
- Q1b-M346/L56>Q-FT380500 определили у образца I3950 (4829—4582 л. н., митохондриальная гаплогруппа U5b2a1a-a*) из Алтайского края[58][59]
- Гаплогруппа Q обнаружена у двух мужчин из захоронения среднего бронзового века в Бертек 56 на плато Укок на Алтае[60]
- Q1b1a3a1~-Y18330* определили у представителя окуневской культуры RISE664 (4409—4156 л. н., Okunevo_EMBA), у образца RISE674 (4300—3850 л. н., Okunevo_EMBA) определили Q1b2b1~-Y2679*[61] и митохондриальную гаплогруппу A-a1b3*[62][63]
- Q1b-L56>L53>Q-YP4010>Q-YP4004>Q-YP3955>Q-BZ2199>Q-BZ2210>Q-BZ2222*/Q1a2a (ISOGG 2016) /Q1b1b (ISOGG 2018) обнаружили у образца I1526 со стоянки Усть-Белая II на Ангаре (4410 — 4100 лет до настоящего времени) и у древних алеутов с Алеутских островов (от 2320—1900 до 500—140 л. н.), у образца I1524 (1180—830 л. н.) из Уэлена (Чукотка) определён субклад Q-A15256/ Q1a2a1a1 (ISOGG 2016) / Q1b1a1a2a (ISOGG 2018), митоДНК A2a[64]
- Q1b-L392 нашли у представителей срубно-алакульской культуры из Неплюевского могильника (Карталинский район, Челябинская область), живших 3800 лет назад[65].
- Q1b-L56>L53>Q1b1a1-L54 или Q1b1a3-L330 обнаружен у образца MK3001 (1044—923 лет до н. э.) из кургана железного века близ станицы Марьинская в Ставропольском крае[34]
- Q1b1>Q-L54 определили у образца ARZ-T25 митоДНК U4a1a (700 ± 25 н. э.) курганы Аржан-1 и Аржан-2 у представителей скифо-сибиряков, алды-бельская культура, Республика Тыва, Россия[66][67]
- Q1b-L56>L53/Q1a2a (ISOGG 2016)/ Q1b1 (ISOGG 2018) определили у образца CHN003 (ок. 300 до н. э.) митоДНК U4a1, саглыбажинская культура, гора Чандмань, Увс, Улаангом, Grave 53, burial 2, Монголия[66].
- Q-Y145452/Q1a2a1c1 (ISOGG 2016)/ Q1b1a3a1 (ISOGG 2018) определили у образца I7029 (ок. 275 до н. э.) митоДНК U4a1, саглыбажинская культура, гора Чандмань, Увс, Улаангом, Монголия[68]

## Публикации
- Kushniarevich A, Sivitskaya L, Danilenko N, et al. Uniparental genetic heritage of belarusians: encounter of rare middle eastern matrilineages with a central European mitochondrial DNA pool. PLOS One (13 июня 2013).